# Alignement de Kerascouët
L' alignement de Kerascouët, appelé aussi Mer er Mohr, est un alignement mégalithique situé à Erdeven dans le département français du Morbihan.

## Protection
L'ensemble est inscrit au titre des monuments historiques par arrêté du 24 juillet 2023.

## Description
L'alignement est orienté sud-sud-ouest/nord-nord-est. Il comporte huit pierres dont seules deux sont encore debout. Leur hauteur est comprise entre 2,20 m et 4 m.